# 이시이 사토시
이시이 사토시(일본어: 石井 慧, いしい さとし, 크로아티아어: Satoshi Ishii, 1986년 12월 19일~)는 일본의 유도, 종합격투기, 권투 선수이다. 2004년에 일본 국가대표 선수가 되어 2008년 하계 올림픽 남자 헤비급에서 금메달을 획득했으며, 올림픽 금메달 획득 후에 유도를 그만두고 종합격투기로 전향하였다.
크로아티아의 격투기 선수인 미르코 필로포비치와의 인연으로 2019년에 크로아티아 국적을 취득하여 크로아티아에 거주하고 있다.